# SpVgg Olympia 1914 Kassel
Die SpVgg Olympia 1914 Kassel (offiziell: Sportvereinigung Olympia 1914 Kassel e. V.), kurz Olympia Kassel, ist ein Sportverein mit den Sparten Fußball, Tennis und Wandern im Kasseler Stadtteil Niederzwehren. Er entstand unter seinem heutigen Namen in den Nachkriegsjahren aus dem vormaligen Arbeitersportverein SC Olympia Kassel (1919 gegründet, 1933 aufgelöst) sowie der 1914 gegründeten SpVgg Niederzwehren. Letztere spielte in den 1930er und 1940er Jahren zeitweise in der höchsten Spielklasse, der Gauliga Hessen bzw. Kurhessen. Unter dem heutigen Vereinsnamen war man in den 1950er und 1970er Jahren in der höchsten Amateurspielklasse, der Hessenliga, vertreten.

## Geschichte
Die heutige Sportvereinigung Olympia 1914 Kassel hat ihre Wurzeln in folgenden zwei Vereinen:
- Die am 28. März 1914 als reiner Fußballverein gegründete Sportvereinigung Niederzwehren war an der damaligen Herkulesstraße (der heutigen Leuschnerstraße) heimisch. Nach dem Ersten Weltkrieg vereinigte man sich mit dem Turnern vom TV 1887 Niederzwehren zur TuS 1887 Niederzwehren. Die Liaison hatte nicht lange Bestand, denn durch die damaligen sportpolitischen Umstände bedingt trennten sich die Wege bereits im Juni 1924 im Zuge der sogenannten reinlichen Scheidung wieder und die Fußballer spielten als SpVgg 1924 weiter. 1927 erklommen die Zwehrener durch ein 4:0 über Pfeil Kassel die A-Klasse und marschierten nur zwölf Monate später nach einem 3:2-Erfolg in Korbach in die Bezirksliga durch. Die zu dieser Zeit in schwarzer Spielkleidung antretende Mannschaft um Männe Peter, Ludwig Jordan und die Brüder Ziegler schlug sich auch hier, nicht zuletzt aufgrund ihrer Heimstärke, beachtlich.
- Der SC Olympia war 1919 gegründet worden und verdingte sich erfolgreich im Arbeiter-Turn- und Sportbund (ATSB), in dessen höchster Spielklasse man lange Zeit spielte. Kurze Zeit nach der „Machtergreifung“ der Nationalsozialisten 1933 wurden der ATSB und die ihm angeschlossenen Vereine aufgelöst, die Fußballer des SC Olympia schlossen sich daraufhin der SpVgg 1924 an.

Die erfolgreichste Zeit der Vereinsgeschichte brach schon bald nach diesem Zusammenschluss an. 1935 wurde die SpVgg Niederzwehren durch ein 2:0 über den BC Sport Kassel Bezirksmeister, ließ in der sich anschließenden Aufstiegsrunde auch TuS 06 Naunheim, VfR 07 Limburg und VfR Büdingen hinter sich und stieg damit in die seinerzeit höchste Spielklasse, die Gauliga Hessen auf. Die Aufsteiger um Hans Zimmermann und Hans Podgorski konnten sich damit in der Gauliga-Saison 1936/37 erstmals mit den etablierten Stadtrivalen Spielverein 06 und CSC 03 messen. Auf die Aufstiegseuphorie folgte allerdings schon bald die Ernüchterung; Tiefpunkt der Saison, in der man ganze sechs Punkte auf dem Habenkonto verbuchen konnte, war ein 0:13 gegen den CSC 03 an der heimischen Herkulesstraße. Die Sportvereinigung stieg umgehend wieder aus dem Fußball-Oberhaus ab. Erst in den Kriegsjahren gelang die Rückkehr, und in der letzten Gauligasaison 1943/44 landete die SpVgg Niederzwehren mit der Vizemeisterschaft sogar noch einen Überraschungserfolg.
Im Zuge der Neugründung der Vereine nach dem Zweiten Weltkrieg entstand 1945 zunächst der SV Olympia 1945 Kassel als kollektiver Nachfolger von SpVgg Niederzwehren, TuSpo Kassel und SC Olympia Kassel. Die Mannschaft des neuen Großvereins konnte sich im Februar 1946 für die neue – unterhalb der Oberliga Süd zweitklassige – Kurhessenliga qualifizieren und erreichte hier einen respektablen dritten Platz. Für die im Jahr darauf gebildete eingleisige Landesliga Hessen reichte es für Olympia allerdings nicht, so dass man zunächst in der Bezirksebene verschwand. Die Turner und Handballer des Vereins spalteten sich im Jahr 1950 von dem Großverein ab und gründeten die TSG 1887 Niederzwehren, aus dem SV Olympia wurde die SpVgg Olympia 1914 Kassel.
1952 gelang der SpVgg Olympia unter Trainer Melching der Sprung ins hessische Oberhaus, das inzwischen in „1. Amateurliga Hessen“ umbenannt worden war. Zwei Jahre lang mischte die Mannschaft um Torhüter Hans Knöpfel und Stürmer Kurt Harrer in der höchsten Landesklasse mit, bis 1954 eine Niederlage im Entscheidungsspiel gegen Rot-Weiss Frankfurt zum Abstieg führte. Gleichzeitig musste das traditionsreiche Gelände an der Leuschnerstraße einem Schulneubau weichen und die Niederzwehrener mussten vorläufig die Kurhessenkampfbahn ausweichen, bis im August 1956 wenige hundert Meter vom früheren Sportplatz ein neues Areal entstanden war. Sportlich brachen, nachdem die SpVgg 1955 in der Aufstiegsrunde an Olympia Lorsch gescheitert war, bescheidene Zeiten an. 1960 stieg man in die 2. Amateurliga ab und kam in der Folge zunächst nicht mehr über die A- bzw. Bezirksklasse hinaus. 1968/69 sowie von 1971 bis 1973 konnte die SpVgg Olympia zumindest für die seinerzeit viertklassige Gruppenliga qualifizieren.
Unter Trainer und Ex-KSVler Uwe Habedank und mit Spielern wie Probandt, Wohlgemuth, Knauf, Mennickheim, Kettner und Herwig gelang den „Kleeblättern“ Mitte der 1970er Jahre noch einmal ein Aufschwung, der sie 1976 in die höchste hessische Spielklasse führte. Der Aufstieg in die Oberliga wurde allerdings durch erneute Platzprobleme getrübt, denn weder die Heimstätte an der Leuschnerstraße noch die Ausweichmöglichkeit an der Silberbornstraße erwiesen sich als oberligatauglich, so dass man zur Saison 1976/77 erneut in das ungeliebte Auestadion ausweichen musste, das man nunmehr mit dem KSV Hessen und dem KSV Baunatal teilte. Sportlich reichte es für die SpVgg Olympia zwar für ein Bestehen in der Hessenliga, und während man 1978/79 mit Platz zwölf den Zenit erreicht hatte, wohnten beispielsweise 4.500 Zuschauer dem 1:0-Heimerfolg über Zweitligaabsteiger VfR OLI Bürstadt bei, das Gastspiel des KSV Hessen sahen sogar 5.000 Besucher.
Die Struktur des Vereines reichte aber nicht zu einem dauerhaften Bestehen in den höchsten hessischen Spielklassen aus, schon 1980 stieg man aus der Hessenliga und drei Jahre später auch aus der Landesliga ab. Zuletzt 1996/97 in der Landesliga (der heutigen Verbandsliga) vertreten, spielen die Kleeblätter seit 2025 in der Kreisoberliga Kassel.

## Platzierungen
| Saison  | Liga                   | Platz | Tore   | Punkte |
| ------- | ---------------------- | ----- | ------ | ------ |
| 2000/01 | Bezirksoberliga Kassel | 12.   | 056:72 | 035    |
| 2001/02 | Bezirksoberliga Kassel | 11.   | 058:77 | 038    |
| 2002/03 | Bezirksoberliga Kassel | 14.   | 049:72 | 032    |
| 2003/04 | Bezirksoberliga Kassel | 09.   | 044:53 | 035    |
| 2004/05 | Bezirksoberliga Kassel | 06.   | 051:55 | 041    |
| 2005/06 | Bezirksoberliga Kassel | 15.   | 030:74 | 017    |
| 2006/07 | Bezirksliga Kassel     | 06.   | 049:50 | 042    |
| 2007/08 | Bezirksliga Kassel     | 05.   | 049:46 | 049    |
| 2008/09 | Kreisoberliga Kassel 1 | 05.   | 051:44 | 039    |
| 2009/10 | Kreisoberliga Kassel   | 12.   | 055:64 | 045    |
| 2010/11 | Kreisoberliga Kassel   | 08.   | 061:59 | 045    |
| 2011/12 | Kreisoberliga Kassel   | 07.   | 041:58 | 043    |
| 2012/13 | Kreisoberliga Kassel   | 16.   | 040:80 | 018    |
| 2013/14 | Kreisliga A Kassel     | 06.   | 057:47 | 041    |
| 2014/15 | Kreisliga A Kassel     | 07.   | 049:32 | 040    |
| 2015/16 | Kreisliga A Kassel     | 02.   | 073:27 | 064    |
| 2016/17 | Kreisliga A Kassel     | 03.   | 088:30 | 057    |
| 2017/18 | Kreisliga A Kassel     | 02.   | 111:34 | 070    |
| 2018/19 | Kreisoberliga Kassel   | 11.   | 046:60 | 033    |
| 2019/20 | Kreisoberliga Kassel²  | 10.   | 020:32 | 000,93 |
| 2020/21 | Kreisoberliga Kassel²  | 06.   | 027:14 | 001,70 |
| 2021/22 | Kreisoberliga Kassel   | 10.   | 066:90 | 042    |
| 2022/23 | Kreisoberliga Kassel   | 09.   | 071:78 | 039    |
| 2023/24 | Kreisoberliga Kassel   | 12.   | 048:85 | 033    |
| 2024/25 | Kreisliga A Kassel     | 01.   | 132:20 | 077    |
| 2025/26 | Kreisoberliga Kassel   |       |        |        |

## Spielstätte
Heimstätte der SpVgg Olympia 1914 Kassel ist seit Mitte der 1980er Jahre die Sportanlage Am Donarbrunnen, welche aus zwei Rasenplätzen und einem Kunstrasenplatz, im September 2020 fertiggestellt, besteht. Die Sportanlage, die im nördlichsten Zipfel des Kasseler Stadtteils Niederzwehren liegt, hat eine Kapazität von 4.000 Plätzen, durch eine Tribüne überdacht sind 200 Plätze.

## Ehemalige Spieler
- Thorsten Bauer von 1996 bis 1999
- Harez Habib von 2000 bis 2001, 16 Länderspiele für Afghanistan (2007-2013)
- Sven Hoffmeister von 1976 bis 1990, seit 2013
- Tim Knipping von 1999 bis 2006
- Niklas Schmidt von 2004 bis 2007, 25 U-Länderspiele für Deutschland (2014-2017)